# Teoría de la recepción
La teoría de la recepción es un movimiento de crítica literaria que surge de la hermenéutica y la fenomenología de los años cincuenta, como respuesta a la falta de importancia otorgada al lector por las teorías del formalismo ruso, de Nueva Crítica y de autores marxistas como Georg Lukács y Walter Benjamin.

## Antecedentes
La fenomenología es el antecedente principal de la teoría de la recepción, y proviene de las obras del filósofo Edmund Husserl (1859-1938). Este propone que, aunque como individuos no podemos asegurar la existencia independiente de los objetos fuera de nuestro conocimiento, la manera en que se nos presentan sí es certera. De esta forma, los objetos que encontramos guardan una relación directa con la forma en que los encontramos (o, mejor dicho, "con la forma que tienen cuando los encontramos"); nuestra conciencia, que es la que los percibe, define nuestra percepción de ellos. Así, podemos evitar preguntas sobre la realidad última o la posibilidad de conocer el mundo, y simplemente describirlo tal como se le presenta a la conciencia, considerando los objetos como fenómenos aislados. Enfocada a la literatura, la Fenomenología produjo una crítica dedicada a describir el ‘mundo’ de la conciencia de un autor en específico. Críticos de esta corriente, como Georges Poulet y J. Hillis Miller, buscan descubrir la forma en que un autor particular percibe y constituye su visión personal del universo, tal como está representado en la gama entera de sus obras.
Por otro lado, las reflexiones expuestas por el teórico polaco Roman Ingarden (1893-1970) influyeron directamente en Wolfgang Iser, con su teoría de la ‘concretización’ o ‘realización’ de un texto, donde establece que la lectura es un proceso dinámico a través del cual el lector fija o crea el significado potencial del texto. 
La hermenéutica del filósofo alemán Hans-Georg Gadamer (1900-2002) también es importante, principalmente la noción de ‘fusión de horizontes’, y del bagaje cultural que cada individuo aporta al momento de obtener conocimiento nuevo; Gadamer insiste en que cada individuo está condicionado por su conciencia histórica, y así interpreta el conocimiento o la verdad de maneras diferentes.

## Líneas de pensamiento
La teoría de la recepción se divide en dos líneas de pensamiento básicas, ambas enfocadas en colocar al lector en una posición activa con respecto al texto, no sólo como un receptor pasivo de estructuras textuales o efectos formales, sino como parte clave del proceso de concretización de un texto en el acto de lectura. La primera, la Estética de la Recepción, proviene de la fenomenología y es representada por Hans Robert Jauss y Wolfgang Iser, y propone que un texto es la respuesta a las preguntas propuestas por un ‘horizonte de expectativas’. La interpretación de las obras debería, entonces, enfocarse no en la experiencia de un lector individual, sino en la historia de la recepción de una obra, y en su relación con las normas cambiantes de la estética y los conjuntos de expectativas que permiten su lectura en diferentes épocas.
La segunda línea, la ‘teoría de la respuesta del lector’, es en su mayoría de origen estadounidense, y utiliza diferentes técnicas para acercarse al lector, como el uso de la psicología en las teorías propuestas por Norman Holland y David Bleich, la semiótica en las de Michael Riffaterre, y la hermenéutica en el acercamiento de Stanley Fish. Estos teóricos definen la obra como aquello que se presenta en la conciencia del lector; se puede decir entonces que la obra no es objetiva, ni existe independientemente de cualquier experiencia de ella, sino que es la experiencia del lector. La crítica puede, entonces, volverse una descripción del movimiento progresivo del lector a través de un texto, analizando cómo los lectores producen significado al hacer conexiones, llenar espacios en blanco, anticipar y conjeturar los eventos del texto, así como ver sus expectativas confirmarse o negarse después.

## Figuras importantes

### Hans Robert Jauss
Hans Robert Jauss es conocido comúnmente como la figura principal en la teoría de la recepción; sin embargo, Jauss no se involucra dentro del marco de la respuesta del lector como lo hacen otras figuras relevantes, como Wolfgang Iser y Stanley Fish. El análisis de Jauss se da a través de la crítica de dos ramas completamente opuestas en la teoría literaria: por un lado, critica a la escuela del formalismo ruso debido a su falta de dimensión histórica; por el otro, critica la corriente marxista por el énfasis que esta da al texto literario como un producto histórico puro. 
El análisis que Jauss proporciona a la teoría de la recepción se basa primordialmente en el concepto de Gadamer de la ‘fusión de horizontes’, en donde se explica que una fusión se lleva a cabo entre experiencias pasadas que son expresadas en el texto y en el interés de sus lectores actuales. De esta manera, se discute la relación entre la recepción original de un texto literario y cómo se percibe en diferentes etapas históricas hasta el presente. La objeción de Jauss a la corriente marxista es que, si no se considera la recepción original de los textos literarios, estos son entendidos de manera inadecuada ya que sólo se tomaría en cuenta su forma de producción.
Lo que Jauss propone es un nuevo tipo de historia literaria, en la cual el papel del crítico sea el de mediador entre cómo se percibía el texto en el pasado y cómo se percibe en el presente. Según Jauss, esta relación necesita considerarse con continuidad, ya que es de la firme idea de que una de las justificaciones primordiales para los estudios literarios es que estos le permiten a uno percibir la diferencia fundamental entre pasado y presente. Al mismo tiempo, permiten superar de manera parcial dicha diferencia a través de un contacto directo con los textos como productos humanos, aun cuando estos provengan de culturas desconocidas.

### Wolfgang Iser
Wolfgang Iser es considerado uno de los principales representantes de la teoría de la recepción junto con Jauss. Sus teorías principales se sustentan de manera considerable en la fenomenología de Ingarden y en la hermenéutica de Gadamer. La teoría de Iser propone tomar en cuenta la importancia del lector de la misma manera en que la crítica de la respuesta de lector. Sin embargo, Iser difería en algunos aspectos de dicha crítica, ya que creía que el texto tiene una estructura objetiva, a pesar de que dicha estructura deba ser completada por el lector.
Lo relevante de la teoría de Iser es que afirma que todos los textos literarios crean "espacios en blanco" que deben ser llenados por el lector a través de su imaginación. Este es un proceso inevitable, donde el lector busca unificar el texto y hacerlo coherente, mediante un proceso continuo que se desarrolla en el momento de la lectura. Iser propone que, en la interacción entre el texto y el lector, la respuesta estética es creada, mediante una serie de conjeturas, inferencias, saltos lógicos, y suposiciones por parte del lector, que se modifican constantemente de acuerdo a la compatibilidad del texto con dichas conjeturas por parte del lector.

### Stanley Fish
Stanley Fish enfatiza la naturaleza temporal del proceso de lectura y argumenta que el significado de un texto literario no puede ser separado de la experiencia del lector. Esta postura ha pasado por un desarrollo considerable desde 1970 cuando escribió su ensayo "Literature in the Reader: Affective Stylistics". En dicho ensayo, Fish confronta la objeción de que la teoría que está basada en el lector lleva, de manera inevitable, a un relativismo al argumentar que las respuestas que son completamente subjetivas son imposibles, pues no pueden existir de manera aislada del conjunto de normas, los sistemas de pensamiento, etc. De esta manera, Fish argumenta que la dicotomía del sujeto-objeto se rompe porque no existen sujetos puros, ni objetos puros.
Esto nos lleva a la premisa del análisis de Fish, que se explicaría de la siguiente manera: debido a que el objeto (el texto literario incluido) siempre está construido por el sujeto, o, para ser más precisos, construido por un grupo de sujetos, este proceso será interpretado desde una "comunidad interpretativa". A lo que Fish se refiere con dicha comunidad es que diferentes conjuntos y normas de estrategia de lectura producen diferentes comunidades de intérpretes. La postura radical que Fish adopta al respecto es la de afirmar que características aparentes de textos literarios como la métrica, la rima y otros tipos de patrones son producto de estrategias interpretativas.

### David Bleich
David Bleich está relacionado con la ‘crítica subjetiva’. En su análisis, Bleich lleva a un extremo la perspectiva de que el significado literario no se encuentra en el texto, sino en los lectores. A Bleich se le asocia por lo regular con Norman Holland y con la ‘escuela de Buffalo’. No obstante, Bleich mantiene una postura crítica con referencia al énfasis que Holland hace en la relación "transactiva" entre el lector y el texto. Bleich propone dar una mayor importancia a la respuesta emocional del lector al momento en que se determina la manera en que un texto es leído.
El análisis de Bleich, al igual que el de Fish, se da a través de la crítica de la repuesta principal del lector, la cual parte de la premisa de que el objeto no tiene una existencia separada del sujeto y que se han explorado las implicaciones de esta para la crítica literaria. En contraste con la teoría de la recepción que Jauss propone, la crítica de la respuesta del lector hace poco énfasis en la recepción original de un trabajo, y, comparada con la propuesta de Iser, esta teoría niega que la obra contenga límites objetivos que afecten al lector.